# Моминов, Ибрагим
Ибрагим Моминов — советский хозяйственный, государственный и политический деятель, Герой Социалистического Труда.

## Биография
Родился в 1928 году в селении Киштеван Старо-Чарджуйского района Чарджуйского округа. Член КПСС.
С 1942 года — на хозяйственной, общественной и политической работе. В 1942—1988 гг. — колхозник хлопководческой бригады местного колхоза, бригадир хлопководческой бригады колхоза имени XX съезда КПСС Чарджоуского района Чарджоуской области Туркменской ССР.
Указом Президиума Верховного Совета СССР от 16 марта 1981 года за выдающиеся успехи, достигнутые в выполнении заданий десятой пятилетки и социалистических обязательств по увеличению производства и продажи государству продуктов земледелия и животноводства присвоено звание Героя Социалистического Труда с вручением ордена Ленина и золотой медали «Серп и Молот».
Жил в селении Киштеван.